# 別什捷列克河
別什捷列克河（俄语：Бештерек），是俄羅斯或烏克蘭的河流，位於克里米亞半島，屬於祖亞河的支流，流經白山區和辛菲羅波爾區，河道全長42.2公里，流域面積86.3平方公里。